# 막심 딜딘
막심 세르게예비치 딜딘(러시아어: Максим Сергеевич Дылдин, 1987년 5월 19일 ~ )은 러시아의 육상 선수이다. 막심은 2008년 하계 올림픽 남자 1600m 계주에서 3위를 했지만, 팀 동료 데니스 알렉세예프가 도핑 양성 반응을 보인 이후 실격 처리되었다.
딜딘은 2012년 올림픽 1600m 계주에서 5위를 했다.
딜딘은 도핑 테스트를 거부한 이유로 4년간의 선수 자격 정지 징계를 받았다.